# Beatová síň slávy (album, Blue Effect)
Beatová síň slávy je výběrové album české rockové skupiny Blue Effect. Bylo vydáno v roce 2004 vydavatelstvím Supraphon (katalogové číslo SU 5592) při příležitosti uvedení Blue Effectu do Beatové síně slávy. Jedná se o dvojalbum, první disk obsahuje výběr skladeb z celého období fungování skupiny mezi lety 1969 a 1989, přičemž písně byly zařazeny na základě hlasování posluchačů Radia Beat. Na druhém disku se nachází různé rarity vybrané Radimem Hladíkem a publicisty Radkem Diestlerem a Vojtěchem Lindaurem. Prvních pět písní pochází z nevydaného živého záznamu z pražského divadla Rokoko z roku 1973, píseň „Golem“ byla vydána na sampleru Staré pověsti české (1976), zbylé skladby, zhudebněné básně Jiřího Wolkera, byly studiově nahrány v roce 1979 pro hudební koláž Knoflík pro štěstí plzeňské divadlo Alfa.

## Seznam skladeb
Hudbu složil(i) Radim Hladík, pokud není uvedeno jinak. 
| Disk 1 | Disk 1                                                  | Disk 1                                      | Disk 1         | Disk 1                             | Disk 1 |
| Pořadí | Název                                                   | Hudba                                       | Text           | Původní album                      | Délka  |
| ------ | ------------------------------------------------------- | ------------------------------------------- | -------------- | ---------------------------------- | ------ |
| 1.     | Slunečný hrob                                           | Mišík                                       | Jiří Smetana   | singl (1969)                       | 3:23   |
| 2.     | I Like the World (Sun Is So Bright)                     | Mišík, Hladík, Svoboda, J. Kozel, Čech      | Jiří Smetana   | The Blue Effect (1969)             | 3:05   |
| 3.     | Blue Effect Street                                      | Mišík                                       | Rytíř          | Meditace (1970)                    | 4:02   |
| 4.     | Stroj na nic                                            |                                             | Rytíř          | Meditace (1970)                    | 2:23   |
| 5.     | Deserted Alley                                          | Mišík                                       | K. Kozel       | Meditace (1970)                    | 3:06   |
| 6.     | You'll Stay with Me                                     |                                             | K. Kozel       | Kingdom of Life (1971)             | 4:22   |
| 7.     | Návštěva u tety Markéty, vypití šálku čaje (radio edit) |                                             | instrumentální | Coniunctio (1970)                  | 3:21   |
| 8.     | Popínavý břečťan                                        |                                             | instrumentální | Nová syntéza (1971)                | 5:35   |
| 9.     | Nová syntéza 2 (radio edit)                             |                                             | Vrba           | Nová syntéza 2 (1974)              | 3:24   |
| 10.    | Klíště                                                  |                                             | Pergner        | Nová syntéza 2 (1974)              | 3:25   |
| 11.    | Dívko z kamene                                          |                                             | Borovec        | B strana singlu „El Dorado“ (1973) | 2:33   |
| 12.    | Čajovna                                                 |                                             | instrumentální | Modrý efekt & Radim Hladík (1975)  | 4:01   |
| 13.    | Ej, padá, padá rosenka                                  | lidová, úprava: Veselý, Frešo, Hladík, Čech | lidová         | Svitanie (1977)                    | 6:44   |
| 14.    | Rajky                                                   |                                             | Vrba           | Svět hledačů (1979)                | 7:12   |
| 15.    | Avignonské slečny z Prahy                               |                                             | Vrba           | 33 (1981)                          | 6:58   |
| 16.    | Třiatřicet (radio edit)                                 |                                             | Vrba           | 33 (1981)                          | 5:46   |
| 17.    | Něžná                                                   |                                             | Vrba           | singl (1983)                       | 3:25   |
| 18.    | Kampa                                                   | Pospíšil                                    | Šrut           | singl (1989)                       | 4:32   |

| Disk 2         | Disk 2                                      | Disk 2         | Disk 2         | Disk 2                     | Disk 2 |
| Pořadí         | Název                                       | Hudba          | Text           | Původní album              | Délka  |
| -------------- | ------------------------------------------- | -------------- | -------------- | -------------------------- | ------ |
| 1.             | Černý kříž (live)                           | Semelka        | Semelka        | —                          | 6:25   |
| 2.             | Greedy Ivy (live)                           |                | K. Kozel       | Nová syntéza (1971)        | 16:53  |
| 3.             | Dort (live)                                 |                | Pergner        | —                          | 5:00   |
| 4.             | Armageddon (live)                           | Kůstka         | Vobořil        | —                          | 5:49   |
| 5.             | Má hra (live; radio edit)                   |                | Hladík, Marek  | Nová syntéza (1971)        | 17:30  |
| 6.             | Golem                                       |                | Krůta          | Staré pověsti české (1976) | 6:48   |
| 7.             | Blues 1                                     |                | Wolker         | —                          | 1:41   |
| 8.             | Blues 2                                     |                | Wolker         | —                          | 1:59   |
| 9.             | Blues 3                                     |                | Wolker         | —                          | 1:42   |
| 10.            | Poštovní schránka na rohu ulice/Miluji věci |                | Wolker         | —                          | 4:32   |
| 11.            | Oči                                         |                | Wolker         | —                          | 2:40   |
| 12.            | Já viděl tě dnes                            |                | Wolker         | —                          | 2:02   |
| 13.            | Tam na konci dědiny                         |                | Wolker         | —                          | 2:04   |
| 14.            | Jdu domů                                    |                | Wolker         | —                          | 1:33   |
| 15.            | V lese                                      |                | Wolker         | —                          | 1:34   |
| Celková délka: | Celková délka:                              | Celková délka: | Celková délka: | Celková délka:             | 156:34 |